# Эр (департамент)
Эр (фр. и норманд. Eure) — департамент на севере Франции, входящий в состав административного региона Нормандия. Департамент назван по имени реки Эр, которая протекает по его территории до слияния с Сеной. Порядковый номер — 27. Административный центр — Эврё. Население — 599 962 человека (42-е место среди департаментов, данные 2018 г.).

## География
Департамент Эр граничит с департаментами Приморская Сена, Уаза, Валь-д’Уаз, Ивелин, Эр и Луар, Орн и Кальвадос. Площадь территории — 6040 км². Через департамент протекают реки Сена и её притоки Эр, Эпт, Андель и другие.
В департаменте насчитывается 3 округа, 23 кантона, 585 коммун.
Главными городами департамента являются Эврё, Вернон, Лувье, Валь-де-Рёй, Жизор, Берне.

### Округа
- Берне
- Лез-Андели
- Эврё

## История
Департамент был образован 4 марта 1790 года в период Французской революции, во исполнение закона от 22 декабря 1789 года, на части территории исторической области Нормандия. Изначально ему дали имя «Департамент Эврё».
При образовании департамента статус его административного центра получил город Эврё. В 1793 году статус главного города департамента был передан городу Берне, однако в конце того же года статус столицы вернулся к Эврё .
В 1790 году, при своём создании, департамент был разделён на 6 дистриктов (Эврё, Лез-Андели, Берне, Лувье, Понт-Одеме и Вернёй), затем, начиная с 1800 года, он содержал 5 округов (Эврё, Берне, Лез-Андели, Лувье, а также Понт-Одеме. В 1926 году два последних округа упразднили, передав территорию Понт-Одеме в округ Берне, а земли округа Берне разделили между округами Лез-Андели и Эврё.
После победы войск Седьмой коалиции в битве при Ватерлоо (18 июня 1815 года) департамент входил в зону оккупации прусских войск и был занят ими в период с июня 1815 года по ноябрь 1818 года.
После государственного переворота 2 декабря 1851 года Эр был включён Наполеоном III в число департаментов, где было объявлено осадное положение, чтобы не допустить массовых беспорядков. Было арестовано около сотни оппозиционеров.

## Экономика
63 % земель департамента отведено аграрной отрасли экономики, причём на большей их части выращиваются зерновые, масличные и бобовые культуры.

## Туризм
Департамент Эр не располагает морским побережьем, а необыкновенными красочными достоинствами обладают только несколько местечек департамента, в числе которых замок Шато-Гайар в коммуне Лез-Андели и высокий отрог Pointe de la Roque, возвышающийся над эстуарием Сены выше по течению от Танкарвильского моста.
Достоинством Эра считаются красочные пейзажи, не тронутые индустриализацией и урбанизацией, крупные лесные массивы, характерные равнины с прохладными долинами и малозначимые городки, сумевшие с течением времени сохранить своё очарование и характерные особенности.
Расположенный на правом берегу Сены городок Живерни обладает мировой известностью благодаря полотнам Клода Моне, который жил и работал здесь с 1883 года и вплоть до своей смерти в 1926 году. Для посещения открыт дом художника и его великолепный сад (около 4 км от города Вернон).
Туризм в департаменте Эр имеет преимущественно характер туризма выходного дня, поскольку он расположен в непосредственной близости от Парижа, а также на пути к пляжам Кальвадоса. Множество жителей департамента работают в парижском регионе или в руанской агломерации.
Натуральные продукты Нормандии являются причиной высокой привлекательности департамента Эр для «гастрономического туризма». В департаменте очень хорошо развит «фермерский туризм».
|                        |                           |                                    |                                    |            |
| Руины замка Шато-Гайар | Старая мельница в Верноне | Городок Лез-Андели, родина Пуссена | Сады в имении Клода Моне в Живерни | Собор Эврё |

### Основные сооружения
- Гражданские объекты:
  - Замок д'Аркур (средневековье)
  - Замок Бизи (классицизм, XVII век)
  - Шато-Гайар (средневековье, в руинах)
  - Жизорский замок (средневековье, в руинах)
  - Гайонский замок (ренессанс, XVI век)
  - Замок Бомениль (позднее Возрождение, стиль Людовика XIII)
  - Дворец Шан-де-Батай (классицизм, XVII век)
  - Замок Монфор-сюр-Риль (англо-нормандское средневековье, XI—XII века, в руинах)
  - Шато Бюиссон де Май (неоклассицизм, XVIII век).
- Религиозные объекты:
  - Собор в Эврё
  - Аббатство Ле-Бек
  - Коллегиальная церковь в Экуи
  - Аббатство Берне
  - Коллегиальная церковь в Верноне

## Политика
Результаты голосования жителей департамента на Президентских выборах 2022 г.:
1-й тур: Марин Ле Пен (Национальное объединение) — 32,29 %; Эмманюэль Макрон ("Вперёд, Республика!") — 26,05 %; Жан-Люк Меланшон («Непокорённая Франция») — 17,43 %;  Эрик Земмур («Реконкиста») — 5,56 %; Прочие кандидаты — менее 5 %.
2-й тур: Марин Ле Пен — 51,38 % (в целом по стране — 41,45 %); Эмманюэль Макрон — 48,62 % (в целом по стране — 58,55 %).

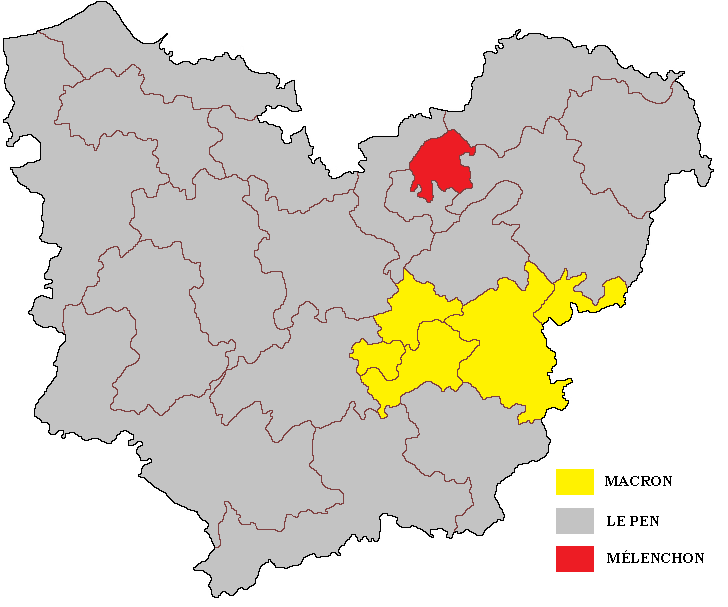
Президентские выборы 2022. Результаты 1 тура (по кантонам)
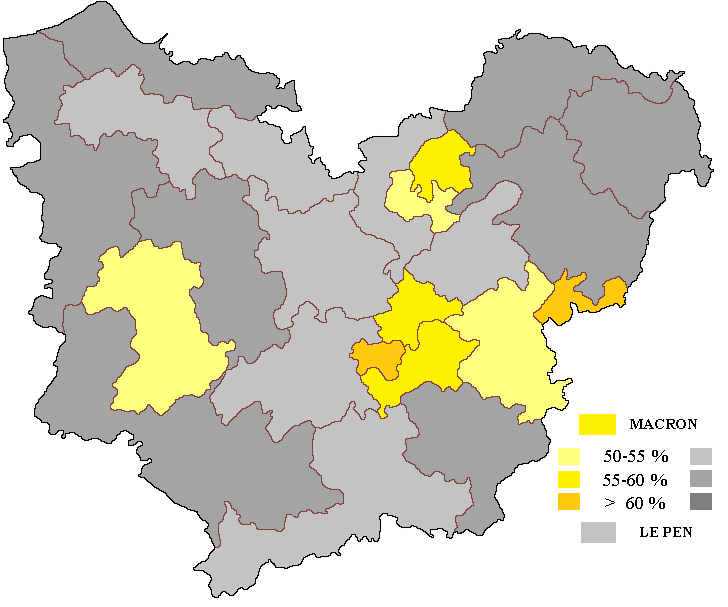
Президентские выборы 2022. Результаты 2 тура (по кантонам)
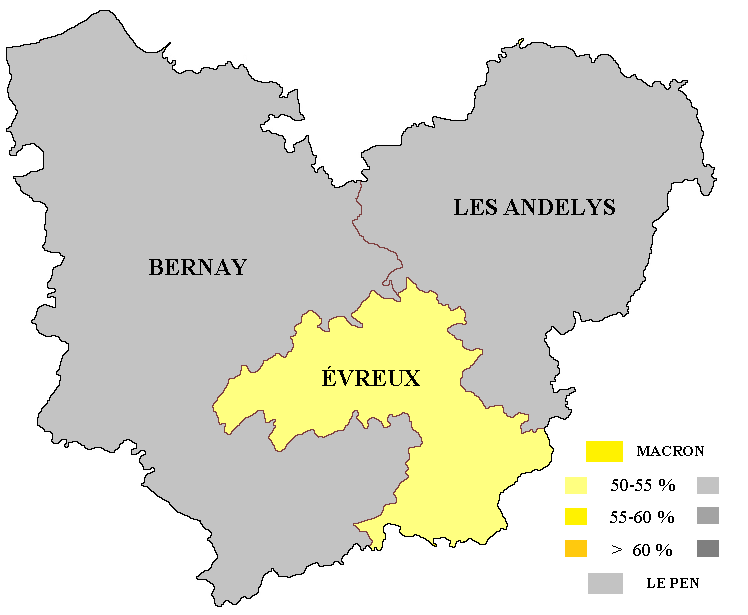
Президентские выборы 2022. Результаты 2 тура (по округам)

(2017 год — 1-й тур: Марин Ле Пен (Национальный фронт) — 23,09 %; Эмманюэль Макрон ("Вперёд!") — 19,89 %; Франсуа Фийон (Республиканцы) — 14,84 %; Жан-Люк Меланшон («Непокорённая Франция») — 13,76 %; Николя Дюпон-Эньян (Вставай, Франция) — 5,67 %; Бенуа Амон (Социалистическая партия) — 5,05 %; Прочие кандидаты — менее 5 %. 2-й тур: Эмманюэль Макрон — 54,35 % (в целом по стране — 66,10 %); Марин Ле Пен — 45,65 % (в целом по стране — 33,90 %)).
(2012 год — 1-й тур: Николя Саркози (Союз за народное движение) — 27,78 %; Франсуа Олланд (Социалистическая партия) — 24,65 %; Марин Ле Пен (Национальный фронт) — 22,75% ; Жан-Люк Меланшон (Левый фронт) — 10,34 %; Франсуа Байру (Демократическое движение) — 8,41 %. Прочие кандидаты — менее 5 %. 2-й тур: Николя Саркози — 52,45 % (в целом по стране — 48,38 %); Франсуа Олланд — 47,55 % (в целом по стране — 51,62 %)).
(2007 год — 1-й тур: Николя Саркози (Союз за народное движение) — 31,41 %; Сеголен Руаяль (Социалистическая партия) — 21,24 % ; Франсуа Байру (Союз за французскую демократию) — 18,23 %; Жан-Мари Ле Пен (Национальный фронт) — 13,20 %. 2-й тур: Николя Саркози — 57,37 8 % (в целом по стране — 53,06 %); Сеголен Руаяль — 42,63 % (в целом по стране — 46,94 %)).
В результате выборов в Национальное собрание в 2022 г. 5 мандатов от департамента Эр распределились следующим образом: "Национальное объединение" — 4, Социалистическая партия — 1. (2017 год — 5 мандатов: "Вперед, Республика!" — 4, "Демократическое движение" — 1. 2012 год — 5 мандатов: СНД — 2, СП — 2, СДН — 1. 2007 год — 5 мандатов: СНД — 3, СП — 1, СДН — 1).
На выборах в Региональный совет Нормандии в 2021 году во 2-м туре победил «правый блок» во главе с действующим президентом Регионального совета Эрве Мореном, получивший 44,08 % голосов,  второе место заняло Национальное объединение во главе с Николя Бе — 24,50 %, третье — «левый блок» во главе с Мелани Буланже с 21,57 % голосов. (2015 год: 1-й тур: Национальный фронт — 33,58 %, «правый блок» — 28,37 %, «левый блок» — 20,28 %; 2-й тур: «правый блок» — 36,31 %, Национальный фронт — 33,33 %, «левый блок» — 30,36 %).

## Совет департамента
После выборов 2021 года в Совете департамента большинством обладают правые и центристские партии. Президент Совета департамента — Себастьян Лекорню (Sébastien Lecornu) («Вперёд, Республика!»).
Состав Совета департамента (2021—2028):
|                        | Партия                        | Кол-во мест            | +/- (к 2015 г.)        |
| Большинство (39 мест): | Большинство (39 мест):        | Большинство (39 мест): | Большинство (39 мест): |
| ---------------------- | ----------------------------- | ---------------------- | ---------------------- |
|                        | Разные правые                 | 19                     | +16                    |
|                        | Республиканцы                 | 9                      | -8                     |
|                        | Разные центристы              | 3                      | +3                     |
|                        | Вперёд, Республика!           | 3                      | +3                     |
|                        | Союз демократов и независимых | 1                      | -5                     |
|                        | Демократическое движение      | 1                      | +1                     |
|                        | Прочие                        | 1                      | +1                     |
| Оппозиция: (7 мест)    |                               |                        |                        |
|                        | Социалистическая партия       | 3                      | −3                     |
|                        | Разные левые                  | 3                      | -3                     |
|                        | Коммунистическая партия       | 1                      | -2                     |